# Emil Sutovsky
Emil Sutovsky (Bakú, 19 de setembre de 1977) és un jugador d'escacs israelià, que té el títol de Gran Mestre des de 1996.
A la llista d'Elo de la FIDE de l'octubre de 2020, hi tenia un Elo de 2636 punts, cosa que en feia el jugador número 3 (en actiu) d'Israel. El seu màxim Elo va ser de 2703 punts, a la llista de gener de 2012 (posició 42 al rànquing mundial).

## Resultats destacats en competició
En Sutovsky va aprendre a jugar als escacs als quatre anys. Va assolir èxits notables de ben jove, tot guanyant el Campionat del món juvenil a Medellín el 1996, acabant primer en solitari, amb 5/6 punts, al torneig VAM Hoogeveen de 1997 (un doble round-robin) (per davant de Judit Polgár, Loek van Wely, i Vassili Smislov), essent primer al 1r Torneig Julian Borowski, a Essen (1999) (empatat amb Vadim Zviàguintsev, Larry Christiansen i Rustem Dautov), i guanyant el Hastings International Chess Congress de 2000 (superant Aleksei Dréiev, Ivan Sokolov i Jonathan Speelman).
Al començament de la seva carrera, va ser entrenat pel MI Ilya Tsesarsky. Posteriorment, el va entrenar el GM Lev Psakhis, i des de començaments de 1996 treballa conjuntament amb el GM Alon Greenfeld.
El 2001 en Sutovsky va assolir un dels millors resultats individuals mai aconseguits per un jugador israelià: tot i que partia en 35è lloc entre els 204 participants (amb 143 Grans Mestres) a la segona edició del Campionat d'Europa individual absolut, celebrat a Ohrid, República de Macedònia (avui, Macedònia del Nord), i que va començar amb uns resultats no gaire bons (3½-2½), nogensmenys va començar llavors una sèrie d'espectaculars victòries (per exemple: «Emil Sutovsky vs Sergei Movsesian (2001)».), i va acabar el torneig amb un marcador de 9½-3½, empatat amb el futur Campió del món de la FIDE Ruslan Ponomariov, i per davant de Judit Polgár, Zurab Azmaiparaixvili, Nigel Short, i molts altres jugadors de l'elit mundial. Finalment, va batre en Ponomariov per 1½-½ en un desempat a partides ràpides, i fou coronat Campió d'Europa. També el 2001 guanyà la North Sea Cup a Esbjerg (ex aequo amb Peter Heine Nielsen).
Va participar en el Campionat del món de la FIDE de 2002, on després de superar en primera ronda Alonso Zapata, i en segona ronda Paco Vallejo, fou eliminat en tercera ronda per Vassili Ivantxuk.
El 2003 empatà al primer lloc amb Aleksandr Beliavski al Memorial Vidmar. El 2007, fou segon i medalla d'argent a la 8a edició del Campionat d'Europa absolut, celebrat a Dresden, després de disputar un play-off amb el futur campió Vladislav Tkatxov i els GMs Dmitri Iakovenko i Ivan Txeparínov.
Empatà al primer lloc en dos grans torneigs oberts el 2005: al Gibtele.com Masters de Gibraltar hi puntuà 7½-2½ (el mateix marcador que Levon Aronian, Zahar Efimenko, Kiril Gueorguiev, i Aleksei Xírov), i a l'Aeroflot Open a Moscou, on hi puntuà 6½-2½ (els mateixos punts que Vasil Ivantxuk, Aleksandr Motiliov, Andrei Khàrlov, i Vladímir Akopian); el seu superior desempat li va donar el primer lloc (per davant d'una plèiade d'estrelles com Aronian, Radjabov, Mamedyarov, Ponomariov, Kariakin, etc.) i una invitació al prestigiós Torneig de Dortmund que es jugava posteriorment el mateix any, i al qual va aconseguir vèncer-hi el Campió del món clàssic Vladímir Kràmnik, i hi puntuà 3½-5½.
Sutovsky ha participat en tres torneigs pel Campionat del món d'escacs de la FIDE per sistema K.O.: el 1997 fou eliminat en primera ronda per Gildardo Garcia; el 2000 fou eliminat en primera ronda per Igor Nataf; el 2001 fou eliminat en tercera ronda pel finalment subcampió Vasil Ivantxuk.
No va participar en el controvertit Campionat del món de la FIDE de 2004 degut als problemes derivats de com el país amfitrió Líbia, tractaria els jugadors israelians.
A les darreries de 2005, va participar en la Copa del món de 2005 a Khanti-Mansisk, un torneig classificatori per al cicle del Campionat del món de 2007, on va tenir una bona actuació, va passar les dues primeres rondes, i fou eliminat en la tercera per Étienne Bacrot en el desempat a ràpides.
El 2007, en Sutovsky, conegut pels seus grans coneixements teòrics i capacitat analítica, va fer de segon de Gata Kamsky, per ajudar-lo a guanyar la Copa del món de la FIDE de 2007. També el 2007, empatà als llocs 2n-4t amb Hikaru Nakamura i Oleksandr Aresxenko al 5è GibTelecom Chess Festival (el campió fou Vladímir Akopian).
El setembre de 2009 va guanyar el torneig "Inventi Chess" a Anvers.
Entre l'agost i el setembre de 2011 participà en la Copa del món de 2011, a Khanti-Mansisk, un torneig del cicle classificatori pel Campionat del món de 2013, i hi va tenir una raonable actuació; avançà fins a la tercera ronda, quan fou eliminat per Vassili Ivantxuk (1½-2½).
El 2015 guanyà l'Obert del Festival de Biel per davant del Gran Mestre indi Baskaran Adhiban.

## Participació en olimpíades d'escacs
Sutovsky ha participat, representant Israel, en set Olimpíades d'escacs entre 1996 i 2010. A l'Olimpíada de 2010 hi obtingué la medalla d'or individual per la seva actuació en el segon tauler, i obtingué la millor performance Elo de tota la competició, amb 2895.

## Estil de joc
En Sutovsky té un estil de joc arriscat, cosa que fa que els seus resultats poden ser inconsistents – ha guanyat més de 40 Torneigs Internacionals de Grans Mestres (més que alguns dels Top 10 mundials), però el seu estil és segurament el més volàtil d'entre tots els jugadors de l'elit mundial. Aquest estil de joc ha fet que hagi disputat un gran nombre de partides espectaculars: la seva victòria amb sacrificis sobre Ilià Smirin al Campionat d'escacs d'Israel de 2002 va ser votada com la millor del número 86 del Chess Informant, i la seva victòria sobre Danny Gormally a Gibraltar 2005 li va valer el premi a la millor partida. Aquesta partida fou molt elogiada pel Campió del món de la FIDE Viswanathan Anand, que la va qualificar com la millor partida que mai havia vist. En Sutovsky és considerat un dels jugadors d'escacs més creatius, i des de 2006 té la seva pròpia columna - "Jeu créateur" ("Escacs creatius") a la principal revista d'escacs francesa, Europe Échecs.
Sutovsky juga pràcticament sempre 1.e4 amb blanques, i prova habitualment obertures que no estan de moda, com ara la defensa dels dos cavalls, el gambit de rei, o l'obertura escocesa. Amb negres, juga habitualment la defensa Grünfeld o la defensa índia de rei contra 1.d4, i la defensa siciliana o la Ruy López contra 1.e4.